# حركة الوفاء العراقية
حركة الوفاء العراقية (حركة الوفاء للنجف سابقًا) حزب سياسي عراقي ذو توجه ليبرالي، تأسس على يد محافظ النجف السابق عدنان الزرفي لدعم توليه منصب المحافظ مرة أخرى عام 2009.

## التأسيس
تأسست الحركة عام 2004 ولكن لم تدخل الانتخابات منفردة وبقيت ضمن حزب الدعوة، حتى عام 2009 عندما خسر عدنان الزرفي منصب المحافظ لصالح أسعد سلطان أبوكلل فقرر الزرفي الانشقاق عن حزب الدعوة وإعلان تأسيس الحركة بشكل رسمي تحت إسم «حركة الوفاء للنجف» وقد نجح في الحصول على منصب المحافظ في انتخابات 2013. وفي انتخابات 2018 أصبح إسم الحركة «حركة الوفاء العراقية».

## التاريخ الانتخابي
- في انتخابات 2014 قادت الحركة «ائتلاف الوفاء العراقي» ثم دخلت ضمن ائتلاف دولة القانون.[3]
- في انتخابات 2018 دخلت الحركة ضمن ائتلاف النصر.
- في 2020 كُلِف رئيس الحركة عدنان الزرفي بتشكيل الحكومة ولكنه اعتذر بعد فترة وجيزة بسبب عدم قبول القوى السياسية.[4]
- في انتخابات 2021 كان الترشيح فردي، فدخلت الحركة منفردة وخسر عدنان الزرفي مقعده النيابي للمرة الأولى.[5]
- في انتخابات مجالس المحافظات كانت الحركة تدخل منفردة.

| الانتخابات    | المجلس              | المقاعد |
| ------------- | ------------------- | ------- |
| انتخابات 2013 | مجلس محافظة النجف   | 9 / 29  |
| انتخابات 2014 | مجلس النواب العراقي | 2 / 329 |
| انتخابات 2018 | مجلس النواب العراقي | 3 / 329 |
| انتخابات 2021 | مجلس النواب العراقي | 1 / 329 |
| انتخابات 2023 | مجلس محافظة النجف   | 2 / 15  |